# Брузненго
Брузненго (итал. Brusnengo) — коммуна в Италии, располагается в регионе Пьемонт, в провинции Бьелла.
Население составляет 2168 человек (2008 г.), плотность населения составляет 210 чел./км². Занимает площадь 10 км². Почтовый индекс — 13862. Телефонный код — 015.
Покровителем коммуны почитается святой апостол Пётр, празднование 29 июня.

## Демография
Динамика населения:

## Администрация коммуны
- Официальный сайт: